# Blet

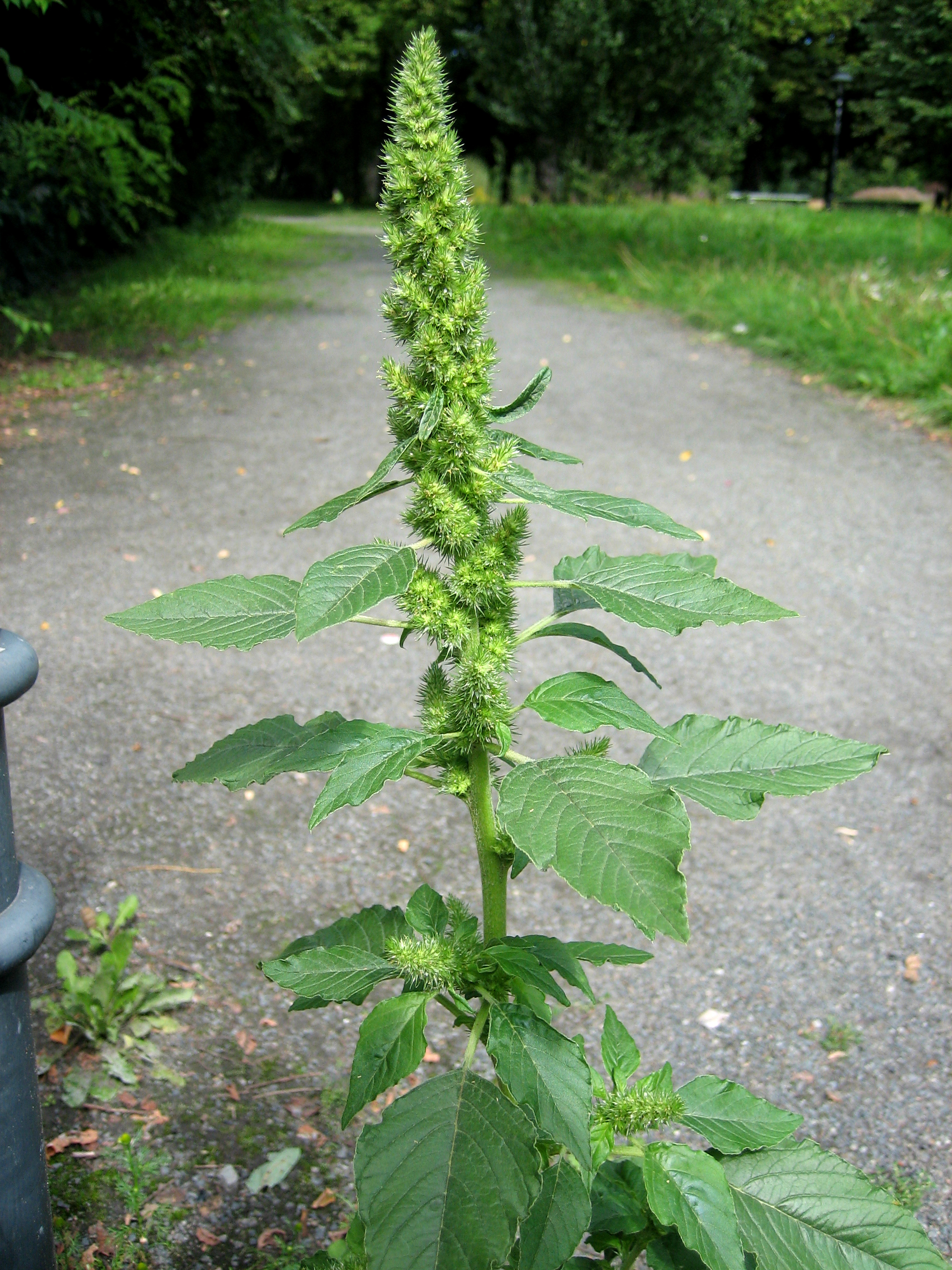
Marxant gros o blet gros (Amaranthus retroflexus), un representant força comú als Països Catalans

Blet o quenopodi és el nom que reben diverses plantes amb flor. Moltes pertanyen als gèneres Chenopodium, Amaranthus i Atriplex, de la família de les amarantàcies. Els blets que no pertanyen a les amarantàcies són els dels gèneres Acmella, Emex, Mercurialis, Parietaria i Solanum.

## Origen
Moltes espècies de blet són d'origen americà i gairebé tots els blets són espècies invasores a les nostres contrades. Molts blets es consideren males herbes.
A part de poques excepcions, generalment totes les espècies de blet són de fulla comestible, fet que va contribuir a llur dispersió i probablement les que es troben a la vora de zones habitades són vestigis d'antics conreus. Certes quantitats de llavors de blet blanc (Chenopodium album) han estat trobades a jaciments arqueològics palafítics del centre d'Europa. Això pot indicar que aquesta planta es recol·lectava o conreava ja a la prehistòria.

## Etimologia
L'origen de la paraula "blet" és imprecís. Sembla que prové d'una de les llengües de l'Índia i designa certa planta de fulla comestible, probablement el blet blanc (Chenopodium album), conegut en hindi amb el nom de बथुआ (batúa). La paraula original va donar bredo en portuguès i brède en crioll francès. En català les paraules "bleda", "bledó" i "bledet" són versions de la mateixa paraula.
"Blet" és un nom genèric. El fet que una certa espècie de planta rebi el nom de "blet" no descarta que sigui coneguda individualment amb un altre nom segons la zona i el lloc.

## Espècies més comunes

### Amarantàcies
- Blet, Blet alt o blet blanc (Amaranthus albus) Amarant blanc
- Blet gros, marxant gros o bledó (Amaranthus retroflexus)
- Blet menut o blet terrer (Amaranthus blitoides)
- Blet bacallà o diablets (Amaranthus blitum)
- Blet negre o cua de guineu (Amaranthus caudatus)
- Blet roig o marxant roig (Amaranthus cruentus)
- Blet arrossegadís o blet corbat (Amaranthus deflexus)
- Blet fi, marxant fi o velluter (Amaranthus hybridus)
- Blet cama-roja (Amaranthus hybridus L. subsp. patulus)
- Amarant muricat (Amaranthus muricatus)
- Blet (Amaranthus powellii)
- Blet espinós o ull de peix (Amaranthus spinosus)
- Blet verd o marxant verd (Amaranthus viridis)
- Blet moll o armoll (Atriplex hortensis)
- Blet laciniat o herba de ventre (Atriplex laciniata)
- Blet moll o salat de fulla estreta (Atriplex patula)
- Blet moll o salat pudent (Atriplex prostrata)
- Blet blanc, blet ver, bledeta o cendrosa (Chenopodium album)
- Blet de bosc, bledó o sarró (Chenopodium bonus-henricus)
- Bledet (Chenopodium foliosum)
- Blet fariner o moll fariner (Chenopodium glaucum)
- Blet angulós (Chenopodium hybridum)
- Blet de mur o congret d'ase (Chenopodium murale)
- Blet de fulla petita (Chenopodium opulifolium)
- Blet polisperm o milenrama (Chenopodium polispermum)
- Blet pudent, sardinera o pixacà (Chenopodium vulvaria)

### No amarantàcies
- Créixens del Pará o herba del mal de queixal (Acmella oleracea)
- Blet bord o bleda borda (Emex spinosa)
- Blet o malcoratge (Mercurialis annua)
- Blet o malcoratge de bosc (Mercurialis perennis)
- Blet de paret o morella roquera (Parietaria officinalis)
- Blet blau (Solanum americanum)

## Descripció
La morfologia i hàbitat d'aquestes plantes és força similar entre elles, fet que justifica que la gent del camp les agrupi sota el mateix nom, però des del punt de vista sistemàtic no formen un clade monofilètic.
Es tracta de plantes anuals més aviat termòfiles per a la germinació de les llavors, cosa que sol produir-se a la primavera lligat a l'inici dels cultius, sobretot en panís, fruiters, gira-sols, sorgo; però no és rara en oliverars, avellaners i vinya; i en general és ubiqua sobre terrenys rics en nitrogen com les hortes i les vores dels camins.

## Cicle vegetatiu
Els blets viuen en horts, vinyes i conreus en general, també es troben en solars a pobles i ciutats. Són plantes nitròfiles, és a dir, que prosperen en terrenys adobats amb nitrogen. Generalment germinen a la primavera i es mantenen amb creixement molt actiu, si tenen aigua suficient, fins a la tardor.
Són plantes ruderals que tenen un alt poder d'envair ràpidament la parcel·la, ja que fan un gran nombre de llavors que germinen fàcilment en poc temps. En cas de tallar-los tornen a rebrotar. Generalment són molt sensibles a un ampli espectre d'herbicides, no obstant els blets han generat resistències als herbicides a Catalunya, en camps de blat de moro de l'Empordà s'ha detectat resistència a les triacines. En cas de detectar-se aquest tipus de característica es poden emprar herbicides postemergència com el bromoxinil, MCPA, piridat,

## Gastronomia

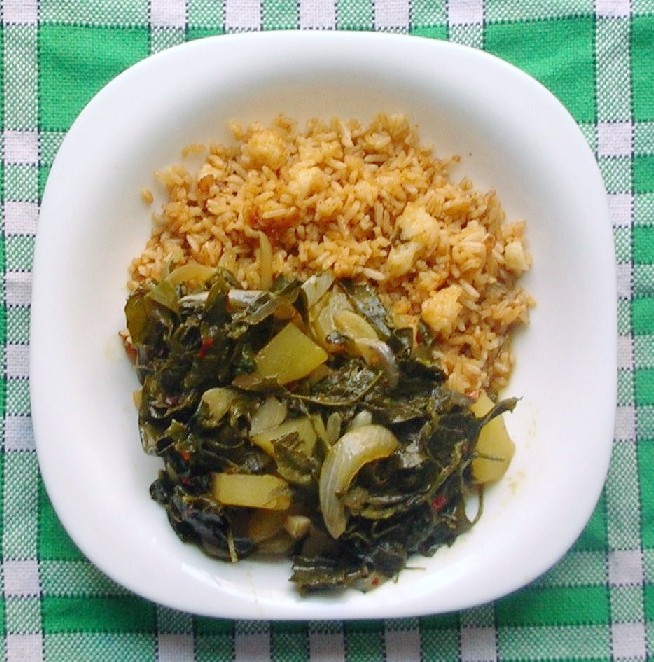
Arròs amb curri de blet blanc, patates i ceba

Pràcticament tots els blets tenen fulles de sabor molt agradable, tot i que la textura, en general, no sigui tan fina com la de l'espinac. Alguns tenen certes proporcions d'àcid oxàlic i d'altres substàncies. Quantitats moderades consumides ocasionalment i en les proporcions utilitzades en els plats tradicionals són innòcues, llevat que hom tingui problemes renals.
Normalment es fan bullir les fulles prèviament, es treuen de l'aigua bullent i es llença l'aigua. Després es poden preparar saltades amb all o amb el greix de la cansalada. Tots els blets són bons d'aquesta forma i fan un bon acompanyament de plats més forts. Amb els blets fregits es pot també preparar un remenat d'ous o una truita d'ou.
Els blets bullits també es poden acompanyar amb patata bullida i un raig d'oli d'oliva, amb salsa vinagreta, mantega fosa o maionesa. També es poden combinar amb altres verdures, per preparar plats vegetarians o per acompanyar peix bullit, carns o aus.
Les fulles tendres d'alguns tipus de blets, com els del gènere Amaranthus per exemple, es mengen també crues en amanida.